# Oleh Lisohor
Oleh Volodymyrovytch Lisohor (en ukrainien : Оле́г Володи́мирович Лісого́р), né le 17 janvier 1979 à Brovary (Union soviétique), est un nageur ukrainien.

## Palmarès

### Championnats du monde

#### Grand bassin
- Championnats du monde de natation 2001 à Fukuoka :
  -  Médaille d'or du 50 m brasse.

- Championnats du monde de natation 2003 à Barcelone :
  -  Médaille d'argent du 50 m brasse.

- Championnats du monde de natation 2007 à Melbourne :
  -  Médaille d'or du 50 m brasse.

#### Petit bassin
- Championnats du monde de natation en petit bassin 2000 à Athènes :
  -  Médaille de bronze du 50 m brasse.

- Championnats du monde de natation en petit bassin 2002 à Moscou :
  -  Médaille d'or du 50 m brasse.
  -  Médaille d'or du 100 m brasse.

- Championnats du monde de natation en petit bassin 2006 à Shanghai :
  -  Médaille d'or du 50 m brasse.
  -  Médaille d'or du 100 m brasse.
  -  Médaille de bronze du relais 4 × 100 m 4 nages.

- Championnats du monde de natation en petit bassin 2008 à Manchester :
  -  Médaille d'or du 50 m brasse.
  -  Médaille de bronze du 100 m brasse.

### Championnats d'Europe

#### Grand bassin
- Championnats d'Europe de natation 1999 à Istanbul :
  -  Médaille d'argent du 50 m brasse.

- Championnats d'Europe de natation 2000 à Helsinki :
  -  Médaille d'argent du 50 m brasse.
  -  Médaille de bronze du relais 4 × 100 m 4 nages.

- Championnats d'Europe de natation 2002 à Berlin :
  -  Médaille d'or du 50 m brasse.
  -  Médaille d'or du 100 m brasse.

- Championnats d'Europe de natation 2004 à Madrid :
  -  Médaille d'or du 50 m brasse.
  -  Médaille d'or du 100 m brasse.
  -  Médaille d'or du relais 4 × 100 m 4 nages.

- Championnats d'Europe de natation 2006 à Budapest :
  -  Médaille d'or du 50 m brasse.
  -  Médaille d'argent du relais 4 × 100 m 4 nages.
  -  Médaille de bronze du 100 m brasse.

- Championnats d'Europe de natation 2008 à Eindhoven :
  -  Médaille d'or du 50 m brasse.
  -  Médaille de bronze du 100 m brasse.

#### Petit bassin
- Championnats d'Europe de natation en petit bassin 1999 à Lisbonne :
  -  Médaille d'argent du 50 m brasse.

- Championnats d'Europe de natation en petit bassin 2000 à Valence :
  -  Médaille d'argent du relais 4 × 50 m 4 nages.

- Championnats d'Europe de natation en petit bassin 2001 à Anvers :
  -  Médaille d'or du 50 m brasse.
  -  Médaille d'or du 100 m brasse.
  -  Médaille d'or du relais 4 × 50 m nage libre.

- Championnats d'Europe de natation en petit bassin 2002 à Riesa :
  -  Médaille d'or du 50 m brasse.
  -  Médaille d'or du 100 m brasse.
  -  Médaille de bronze du 100 m 4 nages.
  -  Médaille de bronze du relais 4 × 50 m nage libre.
  -  Médaille de bronze du relais 4 × 50 m 4 nages.

- Championnats d'Europe de natation en petit bassin 2003 à Dublin :
  -  Médaille d'or du 50 m brasse.
  -  Médaille d'argent du 100 m brasse.
  -  Médaille de bronze du relais 4 × 50 m nage libre.

- Championnats d'Europe de natation en petit bassin 2004 à Vienne :
  -  Médaille d'or du 50 m brasse.
  -  Médaille d'argent du 100 m brasse.
  -  Médaille d'argent du relais 4 × 50 m 4 nages.

- Championnats d'Europe de natation en petit bassin 2005 à Trieste :
  -  Médaille d'or du 50 m brasse.
  -  Médaille d'or du 100 m brasse.
  -  Médaille d'argent du 100 m 4 nages.
  -  Médaille d'argent du relais 4 × 50 m 4 nages.

- Championnats d'Europe de natation en petit bassin 2006 à Helsinki :
  -  Médaille d'or du 50 m brasse.
  -  Médaille d'or du 100 m brasse.

- Championnats d'Europe de natation en petit bassin 2007 à Debrecen :
  -  Médaille d'or du 50 m brasse.

## Records

### Records personnels
Ce tableau détaille les records personnels d'Oleg Lisogor au 14 août 2009.
| Épreuve      | Temps         | Compétition                | Lieu              | Date       |
| 50 m brasse  | 27 s 18       | Championnats d'Europe 2002 | Berlin, Allemagne | 02/08/2002 |
| 100 m brasse | 1 min 00 s 06 | Championnats du monde 2005 | Montréal, Canada  | 24/07/2005 |

| Épreuve      | Temps   | Compétition                               | Lieu              | Date       |
| 50 m brasse  | 26 s 17 | Coupe du monde de natation FINA 2005-2006 | Berlin, Allemagne | 21/01/2006 |
| 100 m brasse | 57 s 67 | Coupe du monde de natation FINA 2005-2006 | Berlin, Allemagne | 22/01/2006 |